# ルネ・デフォセ
- ルネ・デフォッセ

ルネ・デフォセ（フランス語: René Defossez、1905年10月4日 - 1988年5月20日）は、ベルギーの指揮者、作曲家。

## 生涯
1905年、ベルギー・スパで生まれた。地元のカジノ劇場のヴァイオリニストだった父親から音楽の手ほどきを受け、1923年にリエージュ音楽院に入学。フランソワ・ラッスの門人として作曲や指揮等を学ぶ一方で、和声をカール・スマルダーに師事した。
指揮者としては、1929年に故郷のカジノ劇場のオーケストラで指揮者としてデビューを果たした。作曲の面では音楽院在学中から歌曲を中心に作曲を行っており、1935年にオペラ・カンタータ《老いた兵士》を作曲してベルギー・ローマ大賞を獲得した。
1936年から1959年までモネ劇場の指揮者を務めた。1946年から1971年までブリュッセル王立音楽院の教授として指揮法を講じた。1973年からはメキシコ国立音楽院の客員教授として指揮法を教え、当地のオペラ上演にも協力した。1980年からはディジョンの夏期講習会でオーケストラの指導を行い、1982年から1985年までリブラモンの夏期講習でも指揮法を教えた。1970年にはベルギー王立アカデミーの会員に推挙され、1978年にはベルギー作曲家協会からフーガ賞を授与されている。
1988年、ブリュッセル近郊エテルベークにて死去。